# Ivan Ivanovič

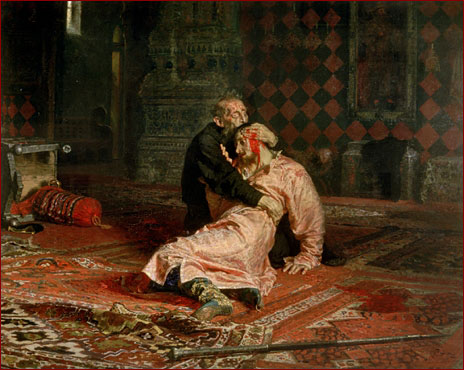
Ivan Hrozný a carevič Ivan, obraz Ilji Repina

Ivan Ivanovič (rusky Ива́н Иванович; 28. března 1554 – 19. listopadu 1581) byl následník ruského trůnu, druhorozený syn cara Ivana IV. Hrozného a jeho první manželky Anastasie Romanovny.

## Život
V té době patnáctiletý Ivan zjevně doprovázel svého otce během masakru jeho odpůrců v Novgorodu. Údajně také jednou zachránil otce před atentátníkem, kterého ubodal. Je také známo, že sepsal biografii sv. Antonína Sijského (1477–1556).
V sedmnácti letech byl Ivan zasnoubený s Eudoxií Saburovou, se kterou se nakonec i oženil. Kvůli její neplodnosti car Eudoxii vykázal do kláštera. Později se carevič Ivan oženil Praskovjou Solovovou, kterou starší Ivan ze stejného důvodu rovněž poslal do kláštera. Jeho třetí manželkou se stala Jelena Šeremetěvová.
V roce 1581 se stala nejtěžší rodinná tragédie v carské rodině, když car Ivan surově zbil svoji snachu Jelenu ve vysokém stupni těhotenství, která se prý pohybovala v carském paláci (ovšem ve vlastních komnatách) nedostatečně oděná; žena následně potratila. Svého syna Ivana, který se manželky zastal, car těžce zranil na hlavě železnou holí. Carevič zemřel o několik dní později a dědicem trůnu se tak stal jeho mladší bratr Fjodor I.